# Meinolf Dierkes
Meinolf Dierkes (* 24. September 1941 in Hagen; † 18. August 2024) war ein deutscher Soziologe. Er war unter anderem Honorarprofessor für Technik- und Wissenschaftssoziologie der TU Berlin und Präsident des Wissenschaftszentrums Berlin für Sozialforschung (WZB).

## Werdegang
Meinolf Dierkes besuchte von 1952 bis 1961 das Gymnasium, studierte von 1961 bis 1965 Betriebswirtschaft in Köln und Würzburg und wurde 1965 in Köln Diplomkaufmann. Von 1966 bis 1971 arbeitete er an der Forschungsstelle für empirische Sozialforschung in Köln, wo er zuletzt die Geschäftsführung übernahm. An der Universität Köln erhielt er zudem von 1967 bis 1971 einen Lehrauftrag, ebenso 1969 am Institut of Advanced Study in Business Administration in Barcelona. 1970 wurde er in Volkswirtschaft am Lehrstuhl von Günter Schmölders in Köln zum Dr. rer. pol. promoviert. 1971 ging er als Research Fellow an das Batelle Seattle Research Center in Washington und lehrte bis 1973 als Associate Adjunct Professor an der Fakultät für Business, Government & Society an der University of Washington. Von 1973 bis 1975 war er zudem Adjunct Professor der Universität Pittsburgh. Von 1973 bis 1976 war er Leiter der Abteilung „Angewandte Sozial- und Verhaltensforschung“ im Battelle-Institut in Frankfurt am Main. In Frankfurt war er von 1973 bis 1981 auch Wissenschaftlicher Direktor der Stiftung Gesellschaft und Unternehmer. 1975 begann er seine bis 1979 dauernde Tätigkeit als Adjunct Professor am Europäischen Institut für Unternehmensführung in Fontainebleau. 1976 kam er als Direktor des Internationalen Instituts für Umwelt und Gesellschaft (IIUG) zum Wissenschaftszentrum Berlin (WZB), wo er 1980 bis 1987 als dessen erster Präsident und von 1988 bis 2006 als Leiter der Abteilung Innovation und Organisation tätig war.
Weitere Lehraufträge hatte Dierkes von 1973 bis 1975 an der School of Urban and Public Affairs der Carnegie-Mellon University, von 1975 bis 1978 an der INSEAD Business School und von 1987 bis 2005 an der UC Berkeley. 1979 war er Gastprofessor an der University of Missouri (Columbia), ab 1981 Honorarprofessor für Technik und Wissenschaftssoziologie an der TU Berlin. Er war 1996 bis 1997 Gründungsdekan der Tel Aviv International School of Management und von 1999 bis zu seiner Emeritierung 2006 Forschungsprofessor an der Akademie der Sozialwissenschaften Shanghai. Daneben war Meinolf Dierkes Mitglied zweier Enquete-Kommissionen des Deutschen Bundestages („Einschätzung und Bewertung von Technikfolgen“, Beirat der Gottlieb Daimler- und Karl Benz-Stiftung und der Schweisfurth-Stiftung) sowie Mitbegründer des Zentrums Technik und Gesellschaft an der TU Berlin, wo er 1989 bis 2006 als Professor für Technik- und Wissenschaftssoziologie lehrte.
Meinolf Dierkes hat Themenbereiche der interdisziplinären Sozialforschung mitentwickelt und durch Veröffentlichungen mit etabliert. Dierkes war so in den 1970er Jahren mit seinem Thema Sozial- und Ökobilanzen ein Vorreiter späterer Corporate-Social-Responsibility- und Nachhaltigkeitsdiskussionen. In den 1970er und 1980er Jahren war Dierkes in die Debatten zur Technikfolgenabschätzung involviert, und er war Mitglied verschiedener Kommissionen in den USA zu diesem Thema, so z. B. an der National Academy of Sciences. Ebenfalls in den 1980er Jahren arbeitete Dierkes zu Unternehmensleitbildern. In den 1990er Jahren und danach leistete er Beiträge zur wissenschaftlichen Verständnis von Innovationsprozessen und -kulturen. Unter anderem befasste er sich mit Leitbildern in der Technik.
Das Handbook of Organizational Learning, an dem er beteiligt war, ist ein Standardwerk der Organisationslehre und des Organisationslernens.
Neben seinen inhaltlichen Beiträgen zur sozialwissenschaftlichen Forschung in Deutschland und international, war Dierkes an organisationellen Neuaufbrüchen beteiligt. Als erster Präsident des WZB führte er fünf relativ disparate Forschungsinstituten zur größten außeruniversitären sozialwissenschaftlichen Forschungseinrichtung in Deutschland zusammen. Über seine Tätigkeit in der Wissenschaft hinaus brachte Dierkes seine Erkenntnisse beispielsweise auch in Beratungsprojekten bei der Migros und der Ruhrkohle AG ein.
Seit 1976 lebten Meinolf Dierkes und seine Frau Sigrun Dierkes, geborene Wolberg, in Berlin. Sie hatten 1966 geheiratet und haben zwei Söhne, Ansgar und Julian Dierkes. 

## Veröffentlichungen (Auswahl)
- Kapitalbedarf und Finanzierungsquellen mittlerer Kaufhausunternehmen. 1965.
- Der Beitrag des französischen Mittelstandes zum wirtschaftlichen Wachstum. 1969.
- als Hrsg.: Wirtschaftstheorie als Verhaltenstheorie. 1969.
- Produktivität und Expansion – ein Beitrag zur mikro-ökonomischen Theorie des Wirtschaftswachstums und des Unternehmensverhalten. 1971.
- Die Sozialbilanz. 1974.
- als Hrsg.: Soziale Daten und politsche Planung – Stand und Perspektiven der Sozialindikatorenforschung in der Bundesrepublik Deutschland und den USA. 1975.
- Bürgerinitiativen im Bereich von Kernkraftwerken. 1975.
- als Hrsg.: Künftige Beziehungen zwischen Unternehmen und Gesellschaft. 1976.
- als Hrsg.: Unternehmenspolitik und gesellschaftlicher Wandel – Aufgaben, Vorstellungen und Herausforderungen. 1980.